# Muang Khong
Muang Khong ist eine Kleinstadt im südlichen Laos in der Provinz Champasak. Der Ort ist mit wenigen tausend Einwohnern die mit Abstand größte Siedlung auf der Insel Don Khong und Verwaltungshauptstadt des Distrikts Khong. 
Muang Khong liegt auf der Ostseite der Insel am Ufer des Mekongs, benachbarte Orte sind Ban Naa im Süden, Ban Dong im Norden und Muang Saen Nua, der nächstgrößere Ort der Insel, im Westen auf der anderen Inselseite. Auf der anderen Flussseite auf dem Festland verläuft die Nationalstraße 13 und der Ort Ban Hat Xai Khun. Hier wurde 2014 die Don-Khong-Mekongbrücke eröffnet und damit die Fährverbindung ersetzt. 
Die Stadt war während der Kolonialzeit eine französische Siedlung und gilt heute als touristisches Zentrum des Gebietes Si Phan Don (viertausend Inseln). Es bietet eine verhältnismäßig große Zahl an Unterkünften.
Im Ort befinden sich zwei buddhistische Wats: Wat Phouang Keo (Wat Kan Khong), ein größerer und moderner Bau, sowie der kleinere und weitaus ältere Wat Chom Thong.